# André Méric (homme politique)
Pour les articles homonymes, voir Méric.
Pour le sculpteur, voir André Méric.
André Méric, né le 14 août 1913 à Toulouse (Haute-Garonne) et mort le 14 août 1993 à Calmont (Haute-Garonne) des suites d'un accident de voiture, est un homme politique français et résistant.
Membre de la SFIO puis du Parti socialiste, il est sénateur est la Haute Garonne, vice président et président provisoire de la Haute Assemblée, président du groupe socialiste et enfin secrétaire d'État.

## Biographie

### Guerres et résistance
André Méric en 1913 à Toulouse, militant socialiste dès l'âge de 15 ans. Il s'engage dans la guerre d'Espagne. Appelé à combattre pendant la Seconde Guerre mondiale, il s'engage dans la Résistance, il est arrêté et déporté à Rava-Rouska en Ukraine, camp de représailles allemandes pour prisonniers de guerre.

### Politique

#### Débuts
Il adhère à la SFIO et est élu en 1945 conseiller général du canton de Nailloux, mandat pour lequel il sera réélu jusqu'en 1988. Il est également élu maire de Calmont en 1955, poste qu'il conservera jusqu'à sa mort.
Il appartient à la tendance Poperen et fabusienne

#### Sénateur
Lors des élections sénatoriales de 1948, il est élu Sénateur de la Haute-Garonne. Il est constamment réélu, en 1955, 1959, 1959, 1962, 1971 et 1980.
Il devient, en 1956 et 1957, vice-président du Conseil de la République, en remplacement de Marcel Champeix,,. Élu vice-président du Sénat de 1958 à 1980,,,, il exerce la Présidence entre avril et juin 1969,, en vertu des dispositions du troisième alinéa de l'article 3, et remplace ainsi provisoirement le président du Sénat Alain Poher, appelé à exercer les fonctions de président de la République après le retrait du général de Gaulle. Il est alors le second personnage de l'Etat, et le seul membre de la SFIO à occuper cette fonction sous la Cinquième République. Ce sera Robert Laucournet qui lui succèdera à la vice présidence de la Haute Assemblée au nom du groupe socialiste
Il se présente à la présidence du Sénat en 1968, et recueille 53 voix au premier tour, 83 voix au deuxième, mais se retire lors du troisième tour au profit d'Alain Poher,.
En tant que doyen des élus socialistes au Sénat, il devient président du groupe socialiste en 1980, et succède donc à Marcel Champeix, battu en Corrèze. Il est réélu à une large majorité en 1983, et cède la présidence à Claude Estier en 1988.

#### Gouvernement Rocard II
Le 5 juillet 1988, il devient Secrétaire d'état chargé des Anciens combattants et des Victimes de guerre dans le deuxième gouvernement de Michel Rocard, il n'est pas reconduit dans le gouvernement Édith Cresson en 1991.

### Autres engagements
Il est aussi très investi au niveau local, en présidant le syndicat des adductions d'eau des coteaux Hers-Ariège à partir de 1954  et le syndicat d'irrigation de la basse vallée de l'Ariège depuis 1967. En 1971, il prend la présidence du Syndicat départemental d'électricité de la Haute-Garonne qu'il conserve jusqu'à son décès. Pierre Izard lui succèdera.

### Décès et famille
Il trouve la mort le 14 août 1993 dans un accident de voiture, en se rendant à une fête organisée par ses administrés pour son quatre-vingtième anniversaire à Calmont. Son fils, Georges Méric, lui succède comme conseiller général dans le canton de Nailloux en 1988, puis devient président (parti socialiste) du conseil départemental en 2015.

## Détail des fonctions et des mandats

### Fonction ministérielle
- 28 juin 1988 - 19 mai 1991 : secrétaire d'État aux Anciens combattants

### Mandats parlementaires
- 7 novembre 1948 - 8 décembre 1958 : conseiller de la République de la Haute-Garonne
- 23 février 1956 - 8 décembre 1958 : vice-président du Conseil de la République
- 26 avril 1959 - 29 juillet 1988 : sénateur de la Haute-Garonne
- 29 avril 1969 - 20 juin 1969 : président du Sénat par intérim[12]
- 5 mai 1959 - 6 octobre 1980 : vice-président du Sénat
- 6 octobre 1980 - 5 juillet 1988 : président du groupe socialiste du Sénat

### Mandats locaux
- 30 septembre 1945 - 25 septembre 1988 : conseiller général du canton de Nailloux
- 1955 - 14 août 1993 : maire de Calmont
- 1971 - 14 août 1993 : président du Syndicat départemental d’énergie de la Haute-Garonne (SDEHG)

## Décorations
- Chevalier de la Légion d'honneur (1992)[12]
- Médaille militaire
- Croix de guerre 1939-1945
- Médaille des évadés
- Chevalier de l'ordre du Mérite social